# 글램 (서비스)
글램은 큐피스트의 ‘Satisfy the desires of love’의 사명 달성을 위한 서비스 중 하나로 ‘다양한 만남을 위한 큐레이션 데이팅 서비스'로 2016년 3월에 한국에 출시되었다. 2017년 100만 다운로드 및 200만 연결 등을 기록한 바있다.

## 제작 배경
글램은 큐피스트 창립자인 안재원이 대학생 당시 느낀 인사이트가 시발점이 되었다. 대학교에서 가장 남녀풀이 많은 총학생회장 역임한 그는 자연스레 다수 학생들의 주선자 역할을 하며 ‘한 쪽이 열렬히 원하기보다는 양측이 싫어하지 않을만한 서로를 소개하는 것이 더 소개팅 성공률이 높다’는 점을 알게 되었다. 최소한 후자의 경우는 연결되지 않더라도 불쾌해하지 않았으며 지속해서 소개팅을 요청했다. 서로의 객관적인 수준을 고려하기 시작했을 때 문득 길거리에 지나가는 커플들을 보며 서로 비슷비슷한 모습인 것에 착안, ‘사람들은 모두 이상형을 꿈꾸지만 현실적으로 본인과 비슷한 수준의 사람과 커플이 된다. 따라서 객관적으로 비슷한 수준의 상대를 매칭해주면 합리적으로 연결이 잘 이뤄질 것이다’라는 생각을 모바일 어플리케이션 서비스로 풀어내며 시작되었다.

## 특징
누구나 신체적, 정신적 또는 경제적 등 여러 가지 사항에 대해 장단점을 가지고 있으며 이에 따라 현실적으로 본인의 수준과 취향을 자각하며 이에 기반해 절대적 수준과 상대적 취향을 고려한 데이트 경험을 전달한다. 《글램》의 기본적인 전개는 타겟으로 하는 이성에 평가를 받고 티어를 부여받아 이 티어와 동일한 상대를 소개 받는다. 프로필을 수정하면 다시 티어가 변하고 변한 티어에 따라 상대 역시 결정된다. 따라서 프로필에 대한 매력도를 고려하는 것이 매칭에 큰 영향을 미친다.